# Minas de plata de Iwami Ginzan
La mina de plata de Iwami Ginzan (石見銀山?) y su paisaje cultural está clasificada por la Unesco como Patrimonio de la Humanidad desde el año 2007 y se ubica en la localidad de Ohda, en la prefectura de Shimane, isla de Honshu, Japón.

## Historia de la mina

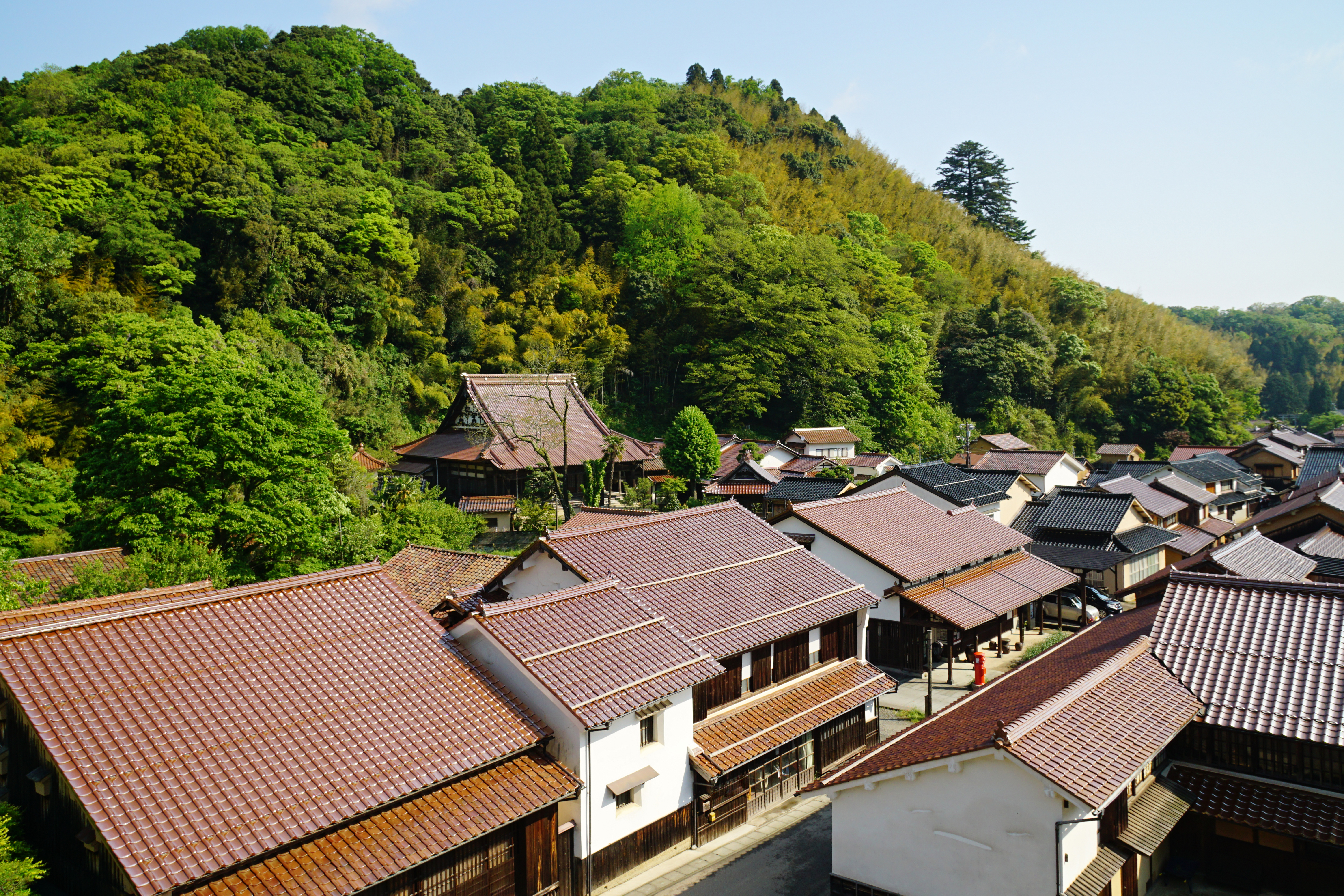
Omori Ginzan

La explotación comenzó en el año 1526 por el comerciante japonés Kamiya Jutei, llegando a su máximo de producción, 38 toneladas de plata por año, que al inicio del siglo XVII representaba un tercio de la producción mundial. La plata extraída era utilizada para producir monedas. 
Su propiedad estuvo bastante disputa por los señores de la guerra hasta que el Shogunato Tokugawa ganó su control en 1600, como resultado de la batalla de Sekigahara. Después de esto fue cercada con barreras construidas con pinos. El castillo de Yamabuki fue construido en el centro del complejo.
La extracción del mineral decayó en el siglo XIX acabando por cesar la explotación de la mina en ese siglo.

## Patrimonio de la Humanidad
Partes de la ciudad minera están todavía en buen estado de conservación, designando el gobierno japonés el lugar como Zona de Preservación Especial para Grupos de Edificios Históricos. El gobierno pidió la incorporación del lugar a la lista del Patrimonio de la Humanidad, que fue aprobado en julio de 2007, por la Unesco a pesar de que en la evaluación del Consejo Internacional de Monumentos y Sitios no encontró pruebas de "excepcional valor universal" en este conjunto.